# SPA 161 Sphinx
La SPA 161 est une escadrille de tradition de l'armée de l'air française créée pendant la Première Guerre mondiale.
Elle est actuellement en service au sein du Staneval de la base aérienne de Tours.

## Insigne de l'escadrille
L'insigne numéroté A-552 a été homologué le 24 juillet 1953. Il représente un Sphinx dont la tête est cerclé de jaune, en héraldique :
« Sphinx de sable diadémé d'or. »
Cet insigne est à l'origine celui de la N 161 puis de la MS 161 avant de devenir celui de la SPA 161. Les unités aériennes portaient à cette époque l'initiale des avions affectés (N=Nieuport, MS=Morane-Saunier et SPA pour Société de Production des Avions Déperdussin).

## Historique de l'escadrille

### Première Guerre mondiale

#### Effectif pilote initial
- Lieutenant Parfait, commandant d'escadrille.
- Les lieutenants Chouillou, Henriot, Gavoy
- Les sous-lieutenants Foulon, Mathieu
- L'adjudant Hartigny
- Les sergents Vieil, de la Forest-Divone, Bourgeois et Mugnier
- Les caporaux Prunèvre, Rollin, Bertho, Dereu et Denizot

#### Faits par dates
- 23 janvier 1918  - L'escadrille constituée part s'installer sur le terrain de Bouvancourt.

- 29 mars 1918  - Changement de lieu de stationnement, elle rejoint le terrain de Dugny-le-Bourget et cessait en même temps d'être rattachée à la Ve Armée pour passer sous les ordres directs du Général commandant en chef.

- 4 7 mai 1918  - Elle est affectée à la VIe Armée et gagne le terrain de MAISON-NEUVE dans l'Aisne, puis celui de TRECON dans la marne d'où elle participe à la résistance opposée par l'Armée DUCHESNE à l'offensive allemande montée par Erich Ludendorff et exécutée par le groupe d'armée du Kronprinz impérial sur le chemin des Dames.

- 6 juin 1918  - Le lieutenant PARFAIT et le Caporal ROLLIN remportent la première victoire de l'escadrille en abattant un avion ennemi près de Ville-en-Tardenois

- 17 juin 1918  - La SPA 161 est transférée à Champaubert. Elle a pour mission les reconnaissances aériennes destinées à déceler les préparatifs de l'ennemi sur le front de Champagne

- 25 juin 1918  - Le Caporal BERTHO dote l'escadrille d'une nouvelle victoire en abattant un triplan FOKKER.

- 25 août 1918  - L'escadrille forme avec les SPA 82. 158. 160, le groupe de combat 23, constitué comme une unité organique de l'Armée.

- septembre 1918  - Du terrain de Capelle (Nord), la SPA 161 participe à l'offensive franco-belge des Flandres qui en quelques semaines libère la partie occidentale de la Belgique.

- 10 octobre 1918  - Lieutenant HENRIOT au cours d'un combat aérien abat un avion ennemi, il est très gravement blessé.

- 23 octobre 1918  - décès du lieutenant HENRIOT des suites de ses blessures.

- 11 novembre 1918  - L'armistice trouve l'escadrille sur le terrain de RUMBECKE (Belgique).

- 18 mars 1919  - Dissolution de l'escadrille SPA 161SPHINX sur le terrain de RUMBECKE.

### 1953 Renaissance de la SPAD 161
- Par décision No 5599/EMGFAA1B/ORG/SC du 13 avril 1953, la 11e Escadre de chasse se voit renforcée par un troisième escadron, le 3/11 JURA.

#### Faits par dates
- 1er juin 1953   - Cette nouvelle unité reprend les traditions des escadrilles SPAD 158 et SPAD 161. Celles-ci sont équipées de F-84 G.

- Le premier commandant de la SPAD 161 sur le terrain de LAHR sera le lieutenant DECHELETTE.
- 11 juin 1953  - l'escadrille s'envole avec l'escadrille 158 pour Luxeuil-les-Bains qui sera leur terrain de stationnement définitif.

- 1er novembre 1954  - Le lieutenant CHALVET prend la tête de l'escadrille.

- 8 février 1954  - Le sergent GEHIN se tue en service aérien commandé près de REMIREMONT.

- 20 juillet 1955  - Le sergent LE DEMEZET se tue dans la région de LUXEUIL lors d'une manœuvre de dégagement en piqué.

- 10 novembre 1955  - Le sergent Claude FEUX abandonne son avion en vol à la suite d'un incendie. Le pilote est indemne.

- 1er novembre 1957   - L'escadrille comme l'escadron porteur sont dissous pour la seconde fois.

##### Derniers pilotes de la SPAD 161 au 3/11 "JURA"
- Ltt LEBRAS         - ADJ BRIE          - SGT FELIX  
- Ltt ROGER          - SGT AUGER         - SGT GRENIER
- Ltt FOULON         - SGT HAY           - SGT SCHURCK
- Ltt MARGELIN       - SGT HAUTEVILLE    - SGT ECOFFET
- ltt DURUPT         - SGT KESSEL

### - 1972 - L'escadrille se reforme pour la3efois.
- 1er novembre 1975  - À Djibouti, à la suite de l'accroissement des effectifs, 12 pilotes, 10 avions, la deuxième escadrille SPA 161 SPHINX est officiellement recréée par l'instruction No 10003/EMAA/1/ORG/DR du 01/11/1975.

Le JURA retrouve donc ses deux escadrilles.
- 23 août 1976  - Le lieutenant Henri Hay effectue sa 4000e de vol sur F-100 Super-sabre sur le F-100 YG-148.

- 31 décembre 1978  - L'escadrille une nouvelle fois s'éteint, à Djibouti, pour mieux revivre, à Bordeaux.

### - 1979 - LeSphinxrenaît de ses cendres
- 9 février 1979  - Le Capitaine GOUTX reçoit des mains du lieutenant-colonel Pissochet le fanion du SPA 161 SPHINX

- 30 juillet 1981  - Le capitaine RAMBEAU est nommé ' commandant de l'escadrille 161 SPHINX.

- 2 septembre 1982  - Le capitaine Gariel devient le nouveau commandant de l'escadrille en lieu et place du capitaine Croci qui devient le premier commandant des opérations de l'unité.

### - 1992 - Mise en sommeil de l'escadrille SPAD 161
- - L'Armée de l'air ayant modifié son organisation, la 11e Escadre de chasse voit disparaître son escadron extérieur l'EC 4/11 et donc ses deux escadrilles le Serpentaire et le Sphinx.

### - 2011 - La renaissance de la SPA 161
- - En août 2011, les traditions de la SPA 161 "Sphinx" sont reprises par le STANEVAL 20/811 de la base de Tours sur Dassault/Dornier Alphajet.

## Les différents aéroplanes et aéronefs de l'unité
- - - 1918 - 1919 
    -       - - Nieuport 17 01/01/1918
      - - SPAD III et SPAD VII 05/1918- 20/03/1919

  - - 1953 - 1957 
    -       - - North American F-84 G Thunderjet
      - - North American F-84 F Thunderstreak

  - - 1973 - 1978 
    -       - - North American F-100 Super-sabre (D&F)

  - - 1979 - 1992 
    -       - - SEPECAT Jaguar (A&E)

  - - 2011  
    -       - - DASSAULT/DORNIER Alphajet